# Festival Peninsula / Félsziget
Festival Peninsula / Félsziget est un festival de musique estival qui a lieu annuellement en Transylvanie, Roumanie. Après 10 éditions à Târgu Mureș, Peninsula / Félsziget a changé de ville et, depuis 2013, le festival est hébergé par la ville de Cluj.

## Histoire
La première édition du festival remonte à 2003. Organisé par une partie de l'équipe qui se charge du Sziget Festival, le festival Peninsula (en roumain) ou Félsziget (en hongrois) n'a pas cessé de croître au fil des années tant en nombre de spectateurs (d'environ 20 000 personnes en 2003 à environ 60 000 en 2009) qu'en ce qui concerne le nombre, la variété et la qualité des groupes : si à la première édition le festival réunissait des groupes provenant uniquement de la Hongrie et de la Roumanie, aujourd'hui l'on y trouve des groupes venus de tous les continents.

## Le festival aujourd'hui
Peninsula / Félsziget est un festival éclectique, accueillant des groupes pratiquant plusieurs genres musicaux : rock, metal, pop, electro, world music, folk, hip-hop, blues et jazz. Aujourd'hui, le festival propose une dizaine de groupes de taille mondiale et quelque 40 à 70 groupes provenant de la plupart des pays de l'Europe centrale et orientale et des Balkans, groupes qui sont plus ou moins connus au-delà des frontières de leurs pays respectifs.
À côté de la scène musicale, le festival propose aussi nombre d'autres activités allant de sports extrêmes (saut à l'élastique etc.) jusqu'aux projections de films, tout en passant par les spectacles de stand-up comedy.
Tout cela fait que Peninsula / Félsziget soit le plus grand festival de musique du pays.

## Line-up
| Année | Tête d'affiche |
| ----- | --- |
| 2011  | - Guano Apes - Foreign Beggars - K's Choice - Kasabian - Danko Jones - Markus Schulz - Grimus - Iggy Pop & The Stooges - Within Temptation - HammerFall - Dub FX - Tiga                                               |
| 2010  | - Tricky - KoЯn - The Rasmus - Europe - Fedde le Grand - Ska-P - Above and Beyond - Sub Focus - Noisia - Babylon Circus - Hernan Cattaneo - Parov Stelar - Gorillaz - Therapy? - Félix Lajkó                          |
| 2009  | - The Prodigy - Nine Inch Nails - Tiësto - Freestylers - Tankcsapda - Neo - Booka Shade - Blank & Jones - Parov Stelar - Primal Scream - Kispál és a Borz                                                             |
| 2008  | - Avantasia - Morcheeba - Beatsteaks - Epica - LTJ Bukem & MC Conrad - Tankcsapda - Subscribe - Republic - 30Y - Kalapács - The Mushroom Story - Ektomorf - Vama - Fading Circles - Vita de Vie - Altar - Nightlosers |
| 2007  | - Theatre of Tragedy - Kosheen - Gojira - The Exploited - Tankcsapda - Kispál és a Borz - Vita de Vie - Altar - Ossian - Depresszió - Ákos - Quimby - Gogol Bordello                                                  |
| 2006  | - The Rasmus - Moby Dick - Bikini - Tankcsapda - Phoenix - Altar |
| 2005  | - Apocalyptica - Freestylers - Tankcsapda - Ossian |
| 2004  | - Chumbawamba - Republic - Moby Dick - Tankcsapda |
| 2003  | |